# Soil Moisture Active Passive
SMAP (Soil Moisture Active Passive) ist ein Erdbeobachtungssatellit der NASA.
Er wurde am 31. Januar 2015 um 14:22 UTC mit einer Delta II 7320-10C Trägerrakete vom Raketenstartplatz Vandenberg in eine sonnensynchrone Umlaufbahn gebracht. Im Rahmen des wissenschaftlichen Kooperationsprogramms ELaNa (Educational Launch of Nanosatellite) wurden auch vier Nanosatelliten als Sekundärnutzlast ins All befördert (ExoCube von der California Polytechnic State University, GRIFEX von der University of Michigan in Zusammenarbeit mit dem Jet Propulsion Laboratory und FIREBIRD-II (A und B) von der Montana State University und der University of New Hampshire).
Der dreiachsenstabilisierte Satellit ist mit einem Radar mit synthetischer Apertur und einem Radiometer ausgerüstet die Daten über die Feuchtigkeitsverteilung in den obersten 5 cm Schicht des Erdbodens sammeln. Auf Basis dieser Informationen sollen genauere Wettermodelle entwickelt und die Folgen des Klimawandels für die Versorgung mit Wasser auf der Erde besser eingeschätzt werden. Auch für den Katastrophenschutz sollen die Daten verwendet werden. Das Radar arbeitet auf einer Frequenz von 1,26 GHz und erreicht eine Auflösung von 1–3 km, das Radiometer arbeitet auf einer Frequenz von 1,41 GHz und erreicht eine Auflösung von 30 km, wobei beide Instrumente die gleiche 6 m große Antenne verwenden. Die Antenne rotiert mit etwa 15 Umdrehungen pro Minute, wodurch das Aufnahmegebiet das 30 bis 50 km groß ist, einen Bereich von 1000 km überstreicht. Dadurch wird die Erdoberfläche etwa alle zwei Tage in Polnähe und alle drei Tage in Äquatornähe komplett abgebildet. Die Energieversorgung des Satelliten übernehmen Solarzellen die etwa 1500 Watt liefern. Als Lebensdauer sind drei Jahre geplant.
Am 2. September 2015 gab die NASA bekannt, dass die Radareinheit am 7. Juli 2015 ausgefallen ist. Damit kann nur noch das Radiometer genutzt werden.